# Cosmophorus klugi
Cosmophorus klugi är en stekelart som beskrevs av Julius Theodor Christian Ratzeburg 1848. I den svenska databasen Dyntaxa används istället namnet Cosmophorus klugii. Cosmophorus klugi ingår i släktet Cosmophorus och familjen bracksteklar. Arten är reproducerande i Sverige. Inga underarter finns listade i Catalogue of Life.